# Mercury-Atlas 1

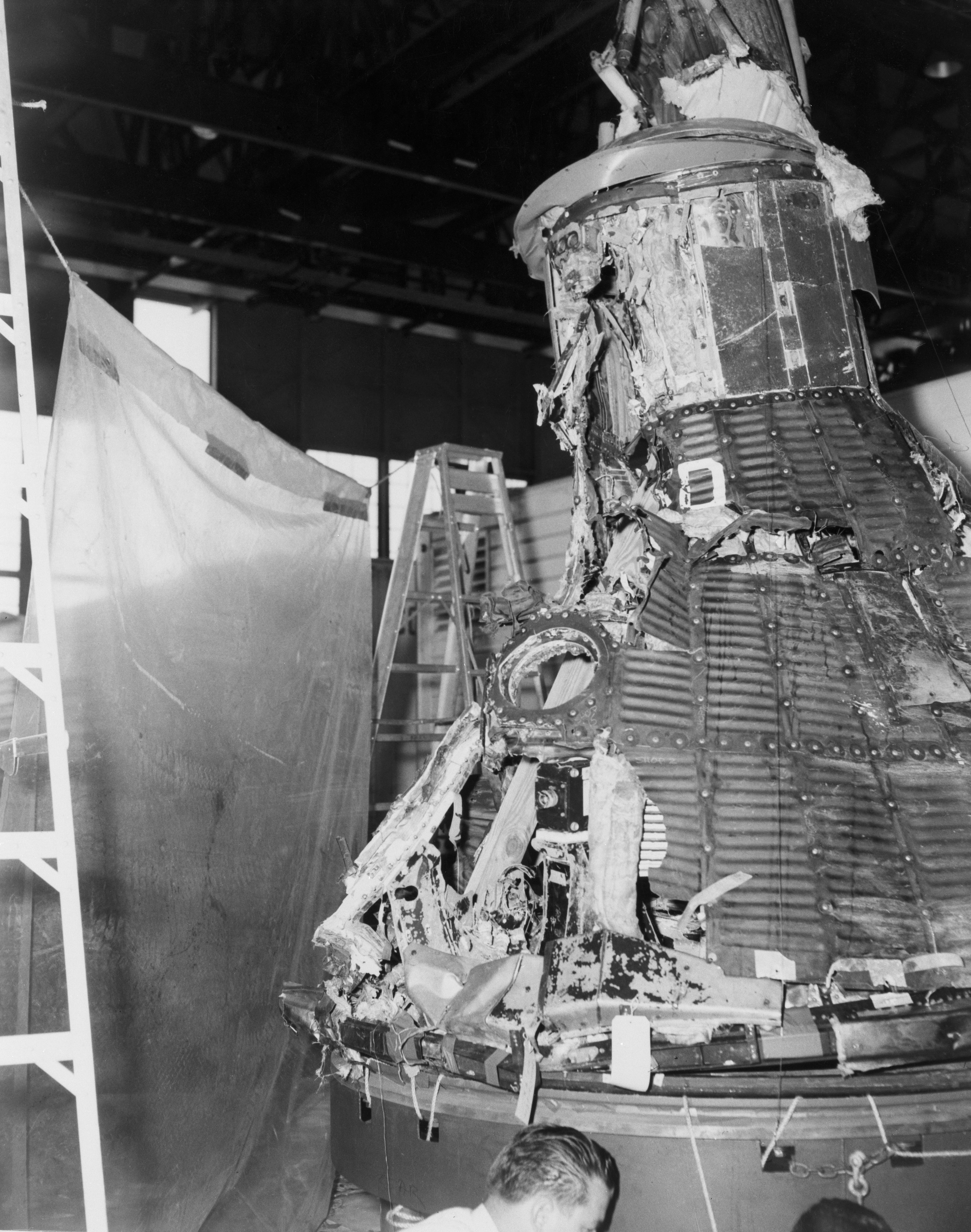
Rekonstruovaná kapsle Mercury #4 po nehodě a vyzdvižení ze dna oceánu

Mercury-Atlas 1 byl bezpilotní testovací let rakety Atlas s připojenou kosmickou lodí programu Mercury. Let měl být suborbitální a mělo při něm být provedeno několik měření a po následném vylovení kabiny měla být provedena její analýza. Pozornost NASA byla zaměřena na tyto oblasti: určení strukturální integrity konstrukce kapsle, studium obkladu tepelného štítu zádi při startu a tepelného působení při návratu do atmosféry (k tomu sloužilo 51 termočlánků), určení charakteristiky letové dynamiky při průletu atmosférou, ověřit dostatečnost systému pro vyzvednutí a seznámit obsluhu se startovními procedurami.
Testovací let skončil nezdarem, když v čase 58 sekund došlo k porušení integrity konstrukce rakety. K porušení došlo poblíž spoje rakety Atlas s kapslí Mercury. Raketa i s kapslí dopadly do Atlantského oceánu a potopily se. Kapsle a zbytky rakety byly následně vyloveny pro rekonstrukci příčin havárie. Soustava rakety s lodí dosáhla apogea 13 km a uletěla vzdálenost 9,6 km. Loď Mercury byla vyrobena společností McDonnell měla pořadové číslo 4 a měla hmotnost 1154 kg. Dnes jsou zbytky kapsle vystaveny v Kansas Cosmosphere and Space Center v Hutchinsonu v Kansasu.